# Фрегаты
Фрега́ты (лат. Fregata) — род тропических и субтропических птиц, выделяемый в отдельное семейство (Fregatidae). Ранее считались родственниками пеликанов, сейчас же их относят к олушеобразным. В род фрегатов входят пять видов.

## Внешний вид
У фрегатов узкие крылья и длинный раздвоенный хвост. В воздухе они крайне искусно летают, однако на земле относительно неповоротливы из-за коротких ног. Сидя на деревьях, они используют крылья для поддержания баланса. Наиболее крупный вид, великолепный фрегат, достигает длины 110 см и размаха крыльев до 230 см. При этом его масса составляет всего около 1,5 кг. У самцов надувные горловые мешки ярко-красного цвета диаметром до 25 см. У самок белое горло.

## Образ жизни
Фрегаты умелые летуны, бо́льшую часть времени они проводят в воздухе над водоёмами тропических широт и парят, подолгу не двигая крыльями. Из-за неумения плавать фрегаты используют различные уловки для охоты на морских животных. Для взлёта с земли их крылья также не приспособлены, из-за чего они приземляются только на деревья. Несмотря на то, что фрегаты умелые охотники и иногда могут поймать даже летучих рыб, они часто нападают на других водных птиц, пытаясь отбить у них добычу. На суше они иногда умудряются в низком полёте выхватить птенцов других птиц. Материал для гнезда фрегаты нередко крадут из других гнёзд.
Самцы строят гнёзда на деревьях. Самки выбирают холостяка с самым большим горловым мешком. Периодически самки садятся на край гнезда. Если самка трётся головой о горловой мешок самца, то брачный союз совершён. В кладке одно яйцо. Птенец вылупляется спустя шесть или семь недель, но полным оперением обзаводится лишь пять месяцев спустя. Несколько месяцев птенца кормят родители, даже после того, как он покидает гнездо и начинает летать самостоятельно.
Фрегаты встречаются иногда на Галапагосских и Сейшельских островах, на северо-востоке Австралии, в Полинезии и многих других островах тропического и субтропического пояса. Они являются национальным символом государства Науру, где их используют для ловли рыбы. Полинезийцы используют их в наши дни для передачи сообщений, как почтовых голубей.

## Виды
Международный союз орнитологов выделяет пять видов:
- Большой фрегат (Fregata minor)
- Великолепный фрегат (Fregata magnificens)
- Вознесенский фрегат (Fregata aquila)
- Рождественский фрегат (Fregata andrewsi)
- Фрегат Ариель (Fregata ariel)